# 8217 Домінікгашек
8217 Домінікгашек  (8217 Dominikhašek) — астероїд головного поясу, відкритий 21 квітня 1995 року.
Тіссеранів параметр щодо Юпітера — 3,607.